# Kultura Austrii

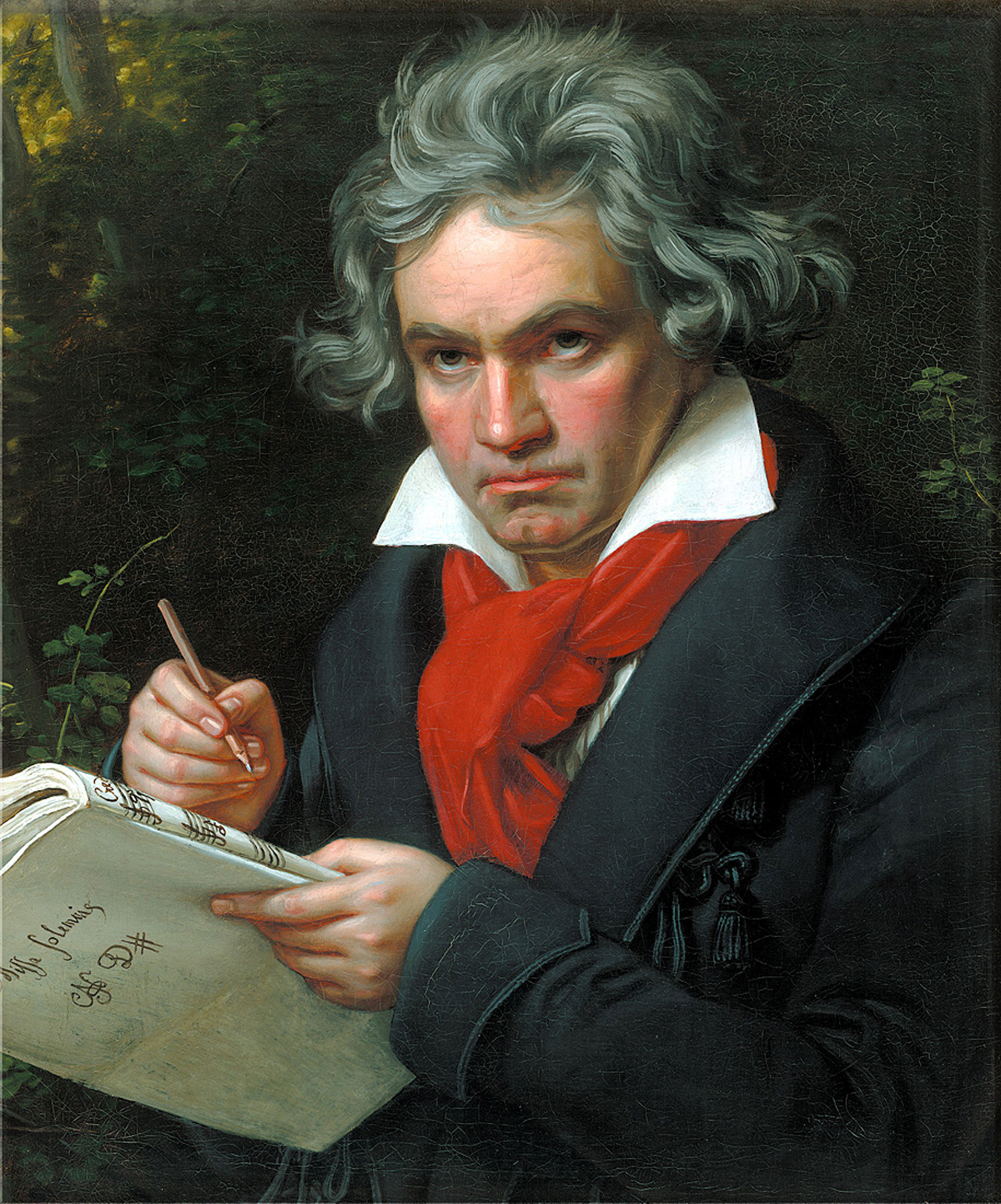
Ludwig van Beethoven, niemiecki kompozytor i pianista, porter Beethoven autorstwa Josepha Carla Stielera (1820)

Kultura Austrii znajduje się pod wpływem byłych i obecnych sąsiadów kraju: Niemiec, Węgier, Czech, Włoch i Polski.

## Sztuka

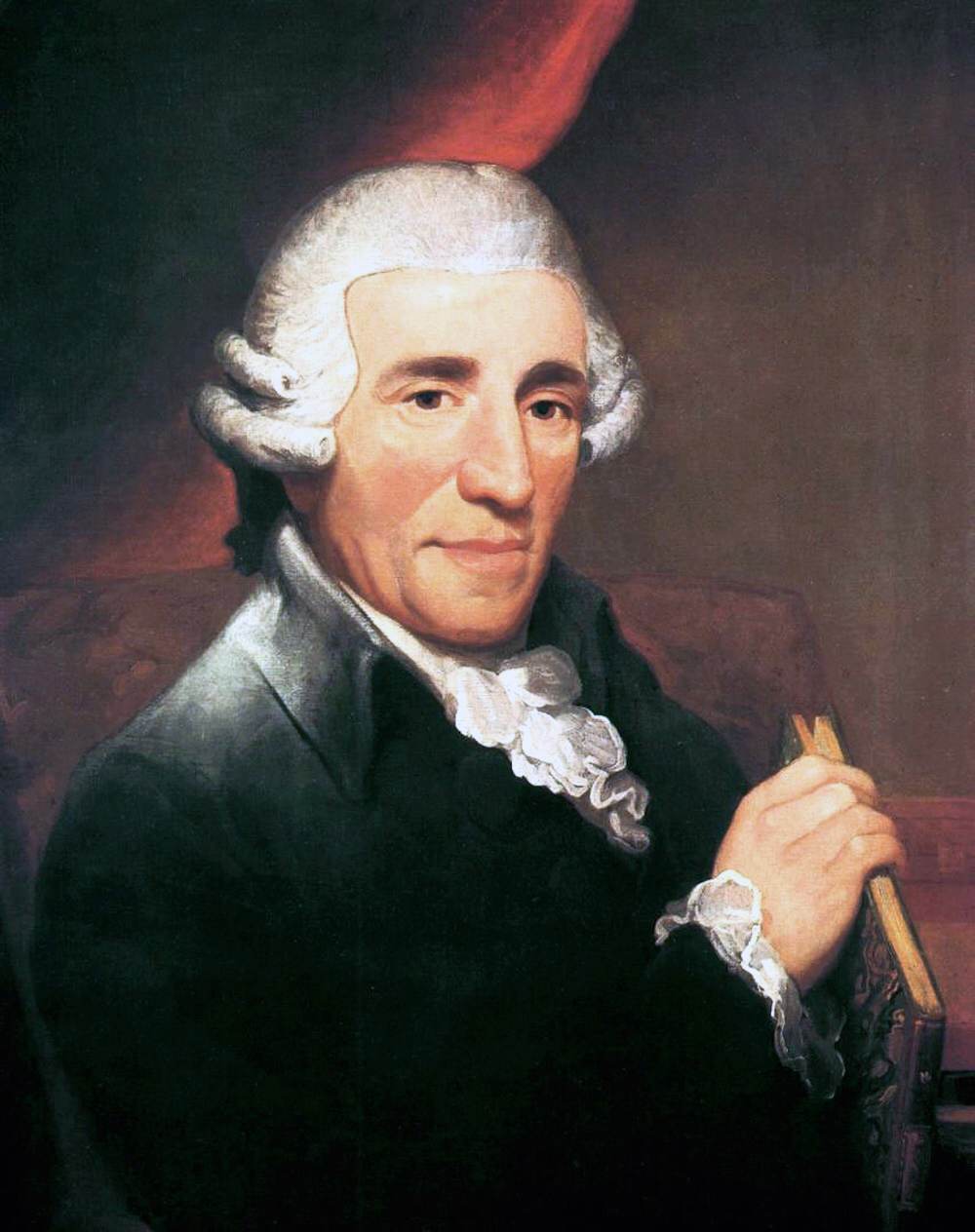
Joseph Haydn, portret autorstwa Thomasa Hardy’ego, 1791

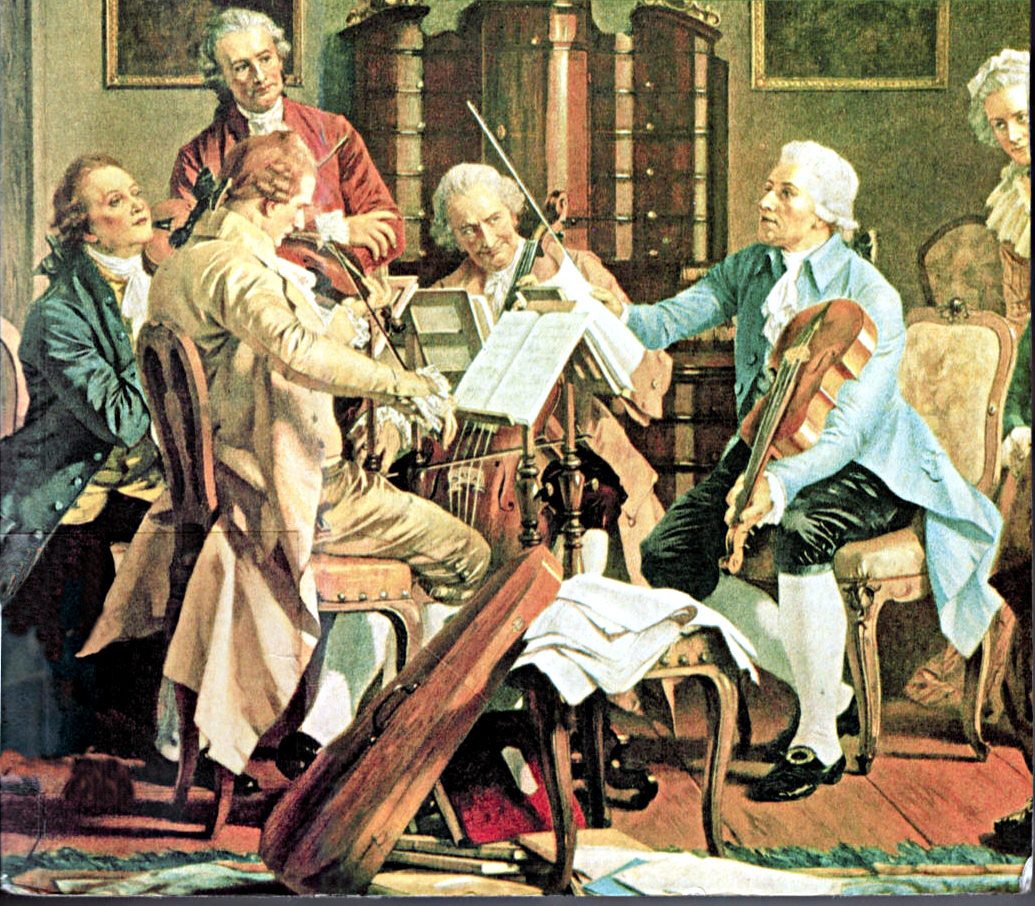
Grający Haydn, autor anonimowy

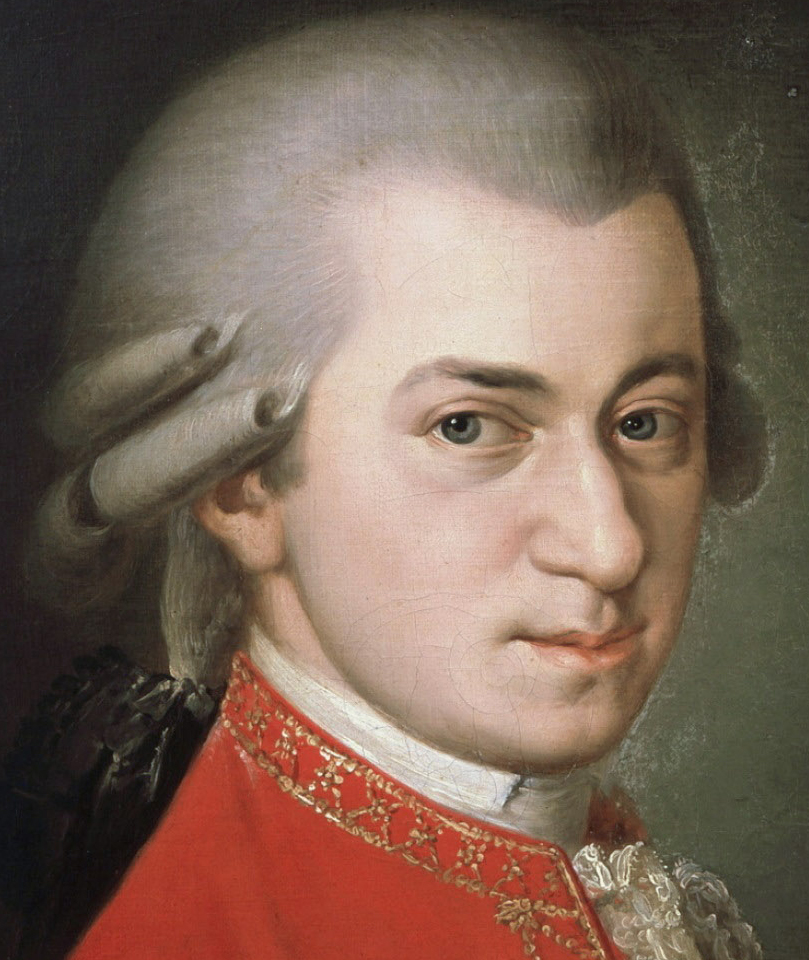
Mozart, autorstwa Barbary Krafft (1764-1825)

Stolica Austrii, Wiedeń, od dawna jest ważnym ośrodkiem muzycznych innowacji. W XVIII i XIX w. do miasta przybywali kompozytorzy, przyciągani tutaj przez dynastię Habsburgów, którzy byli mecenasami sztuki. Dzięki nim Wiedeń stał się stolicą muzyki klasycznej. Z Wiedniem związani są między innymi Wolfgang Amadeus Mozart, Ludwig van Beethoven i Johann Strauss. W okresie baroku wpływ na muzykę austriacką mieli Słowianie i Węgrzy. Na początku XVI w. Wiedeń stawał się centrum kulturalnym, związanym w szczególności z instrumentami, między innymi lutnią.

### Muzyka klasyczna
W XVIII w. muzyka klasyczna odgrywała dominującą rolę w Europie. Istotne innowacje wprowadzili trzej kompozytorzy: Beethoven, Mozart i Haydn.

#### Wiener Philharmoniker

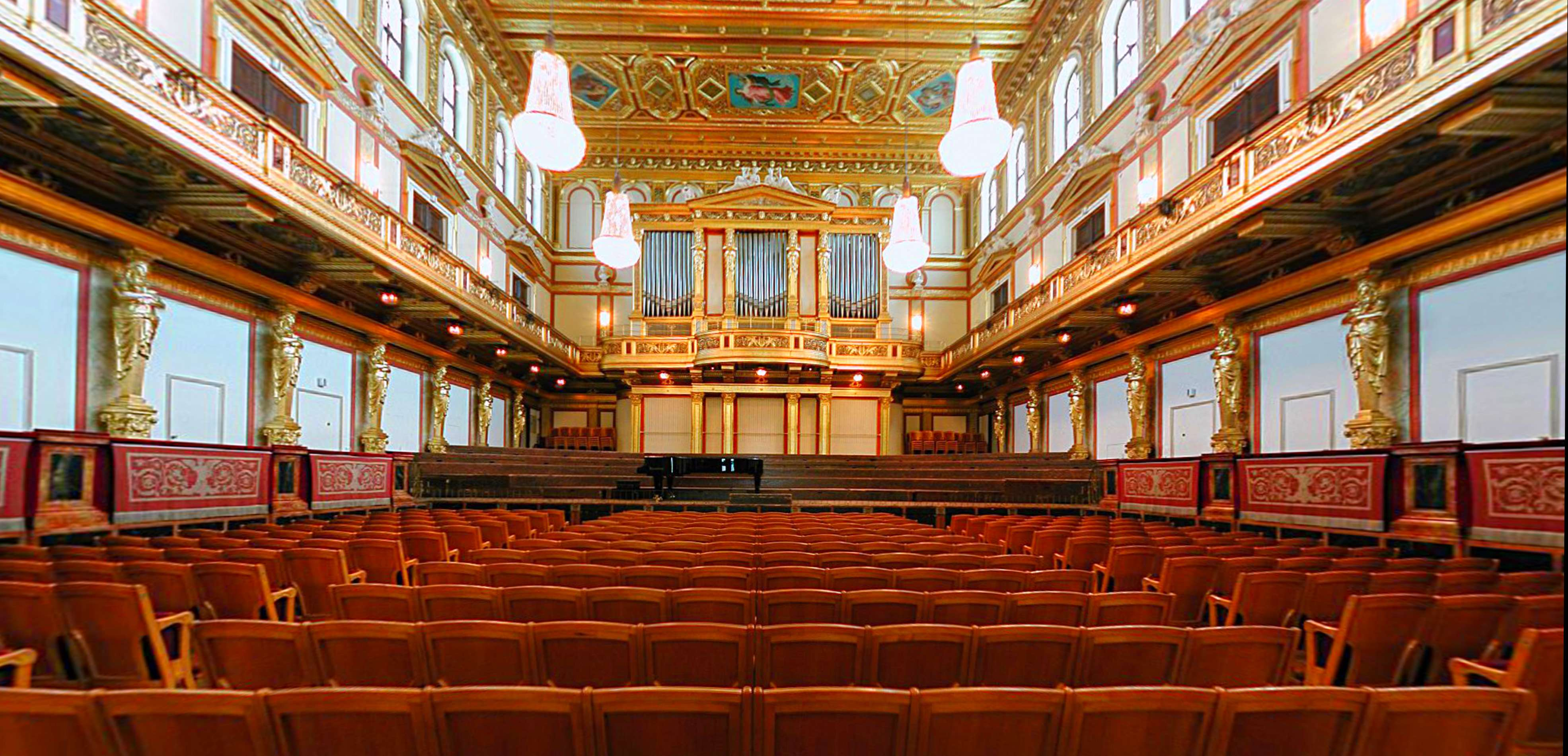
Sala koncertowa Musikverein, tutaj odbywa się coroczny wiedeński Koncert Noworoczny

Wiedeński Musikverein jest jedną z trzech najwspanialszych sal koncertowych na świecie. Jej otwarcie miało miejsce 6 stycznia 1870 r. Od 1939 r. odbywa się tutaj Koncert Noworoczny Filharmoników Wiedeńskich. Jest on transmitowany w 44 krajach. Członkowie Filharmonii Wiedeńskiej, jednej z najlepszych orkiestr świata, są wybierani spośród członków orkiestry Opery Wiedeńskiej.
Historia Filharmoników Wiedeńskich sięga 1842 r., kiedy to Otto Nicolai zapoczątkował koncerty filharmoniczne. Wszelkie decyzje orkiestra podejmowała na drodze demokratycznego głosowania. Takie zasady panują do dzisiaj.

#### Opera Wiedeńska

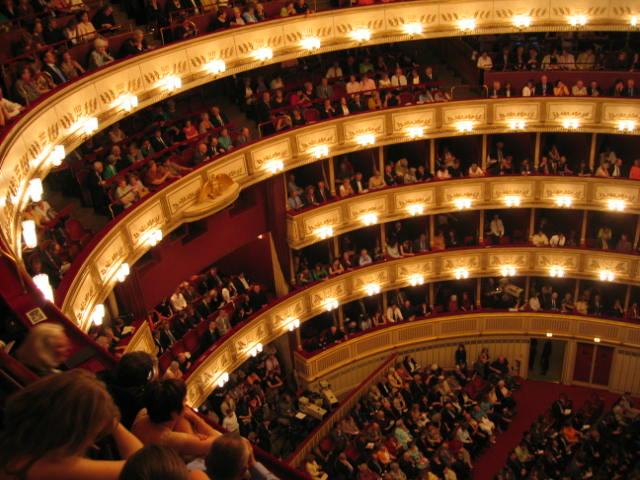
Opera Wiedeńska

Opera wiedeńska (niem. Wiener Staatsoper) jest jedną z najważniejszych oper na świecie. Zatrudnionych w niej jest ponad tysiąc pracowników, a roczny budżet w 2008 r. wyniósł 100 milionów euro, z czego nieco ponad 50% stanowiły dotacje państwowe.
W czwartek poprzedzający Środę Popielcową w operze tradycyjnie odbywa się Opernball (Bal w Operze Wiedeńskiej). Po raz pierwszy bal został zorganizowany w 1936 r. i zgromadził 12 tysięcy gości. W otwarciu wzięło udział 180 par. Po słowach „Alles Walzer”, według tradycji zapoczątkowanej przez Johanna Straussa, rozpoczyna się bal dla wszystkich uczestników.

#### Wiedeński Chór Chłopięcy

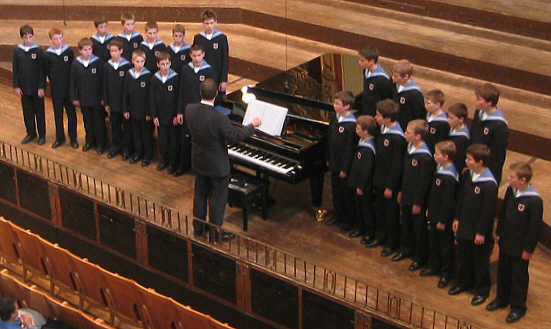
Wiedeński Chór Chłopięcy (Wiener Sängerknaben) podczas występu w sali Musikverein

Wiedeński Chór Chłopięcy (niem. Wiener Sängerknaben) to jeden z najbardziej znanych chórów chłopięcych na świecie. Znany z wokalu, który jest na wyjątkowo wysokim poziomie. Chór współpracował z takimi muzykami jak: Wolfgang Amadeusz Mozart, Antonio Caldara, Antonio Salieri i Anton Bruckner.
Chór został założony na mocy listu, napisanego 30 czerwca 1498 przez Maksymiliana I Habsburga. Próby odbywają się w Palais Augarten. Pałac służy również za internat dla członków chóru.

### Muzyka ludowa

#### Schrammelmusik
Schrammelmusik to najbardziej popularna forma współczesnej austriackiej muzyki ludowej. Wykonywana jest na akordeonie i gitarze z podwójnym gryfem. Współcześni wykonawcy to Roland Neuwirth, Karl Hodin i Edi Reiser. Nazwa wywodzi się od nazwiska dwóch kompozytorów, braci Johanna i Josefa Schrammelów.

#### Jodłowanie
Jodłowanie to forma śpiewu wywodząca się z Alp. W Austrii nazywane jest „juchazn”.

#### Austriackie tańce ludowe
Austriackie tańce ludowe kojarzą się głównie z takimi tańcami jak: Schuhplattler, Lendler, Polka i walc. Znane są również: Zwiefacher, Kontratänze i Sprachinseltänze.

##### Lendler
Lendler to taniec ludowy o dość niejasnej historii. Przez długi czas występował pod różnymi nazwami. Popularność zdobył pod nazwą Landl ob der Enns, która ostatecznie została skrócona do Ländler. Taniec stał się popularny około 1720 r. Wymagany w nim jest bliski kontakt pomiędzy partnerami przeciwnych płci. Ze względu na to został uznany za nieprzyzwoity przez władze Kościoła. Lendler najpierw zdobył popularność w Wiedniu, a następnie na innych ziemiach, sięgając aż do Ukrainy. Z czasem ewoluował i powstał z niego walc.

#### Austropop

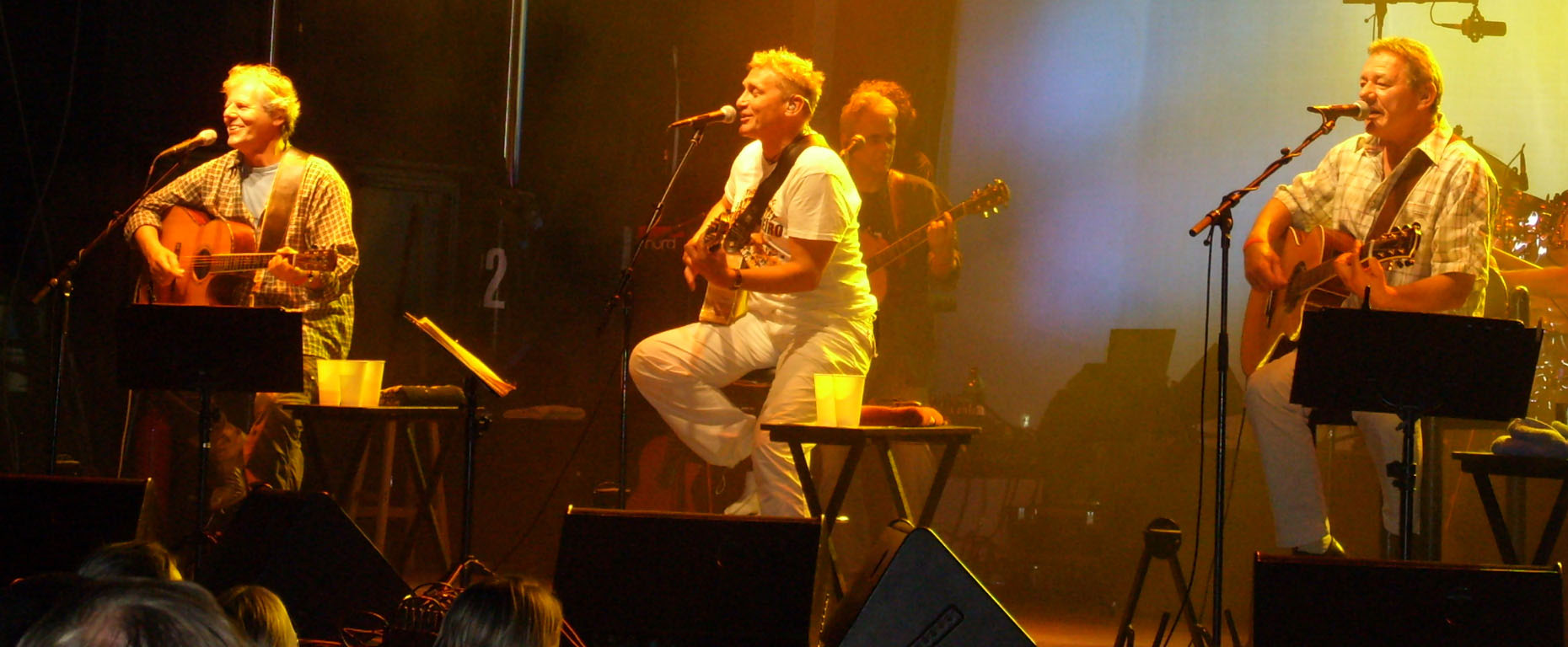
Austria 3 – od lewej: Georg Danzer, Rainhard Fendrich, Wolfgang Ambros

W 2001 i 2002 r. DJ Ötzi otrzymał nagrodę Amadeus Austrian Music Award jako austriacki artysta odnoszący największe sukcesy zagranicą. Grupa beatboxerów, Bauchklang, otrzymała tę nagrodę w 2002 r. w kategorii austriackich grup popowych/rockowych. Falco, Rainhard Fendrich, André Heller, Georg Danzer oraz Christina Stürmer zdobyli nagrodę w kategorii austriacki artysta popowy/rockowy.
Austria 3 stanowi konglomerat trzech austriackich solistów i autorów tekstów. W jej skład wchodzą Wolfgang Ambros, Georg Danzer i Rainhard Fendrich. Na scenie występowała w latach 1997–2006.

##### Alpine New Wave
Ten gatunek punk rocka, którego nazwa została skrócona do alpunk, powstał w alpejskich regionach Niemiec, Szwajcarii i Austrii. Alpunk obejmuje chaotyczne, energetyczne rytmy muzyki punk, połączone z ludową muzyką graną na akordeonie, z której słynie region.

### Literatura
Austriacką literaturę można podzielić na dwa główne okresy, gdzie granicą jest połowa XX wieku, kiedy to upadły Austro-Węgry i Cesarstwo Niemieckie. Austria przestała być znaczącym mocarstwem europejskim, a stała się niewielkim państwem. Istnieje również gałąź literatury uznawanej za austriacką, choć nie została napisana po niemiecku.
Uznawana za kolebkę artystów Austria jest krajem wielkich poetów, pisarzy i powieściopisarzy. Jest ona ojczyzną autorów powieści Artura Schnitzlera, Stefana Zweiga, Thomasa Bernharda i Roberta Musila oraz poetów Georga Trakla, Franza Werfela, Franza Grillparzera, Rainera Maria Rilke i Adalberta Stiftera. Do współczesnych austriackich dramaturgów i powieściopisarzy zalicza się Elfride Jelinek i Petera Handkego.

### Architektura

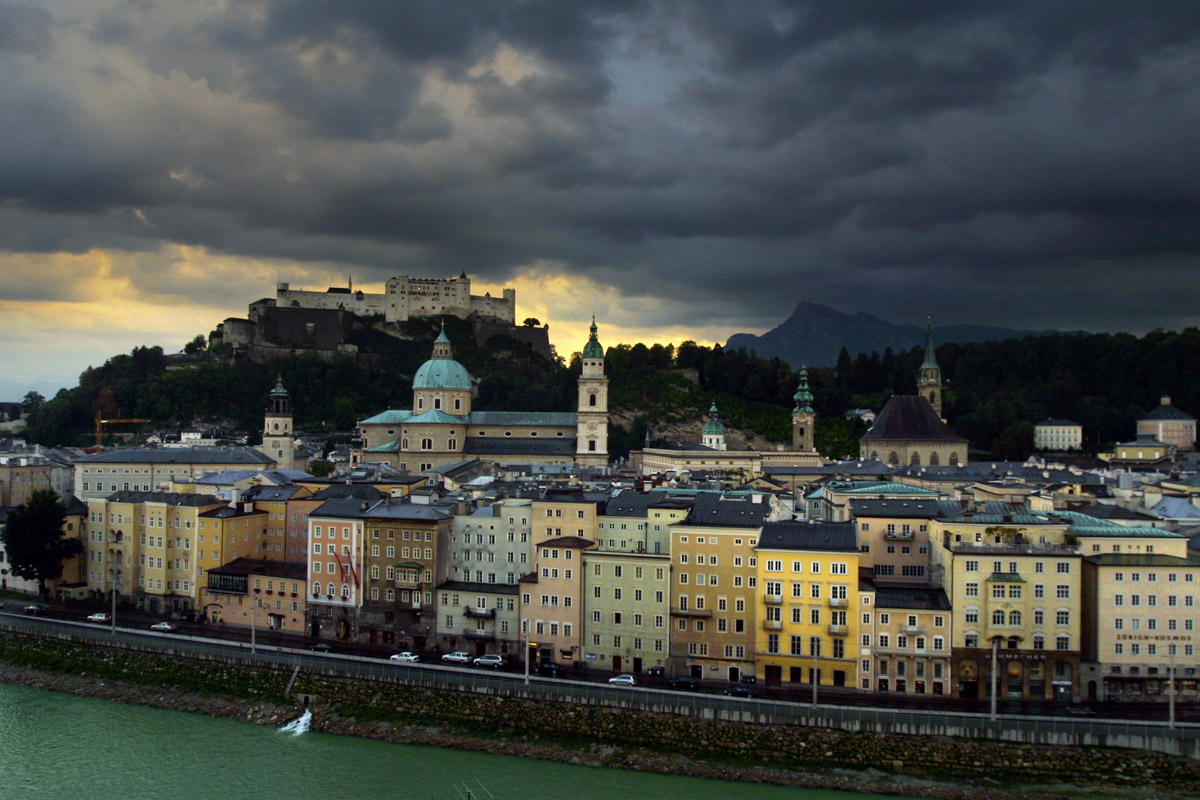
Stare Miasto w Salzburgu

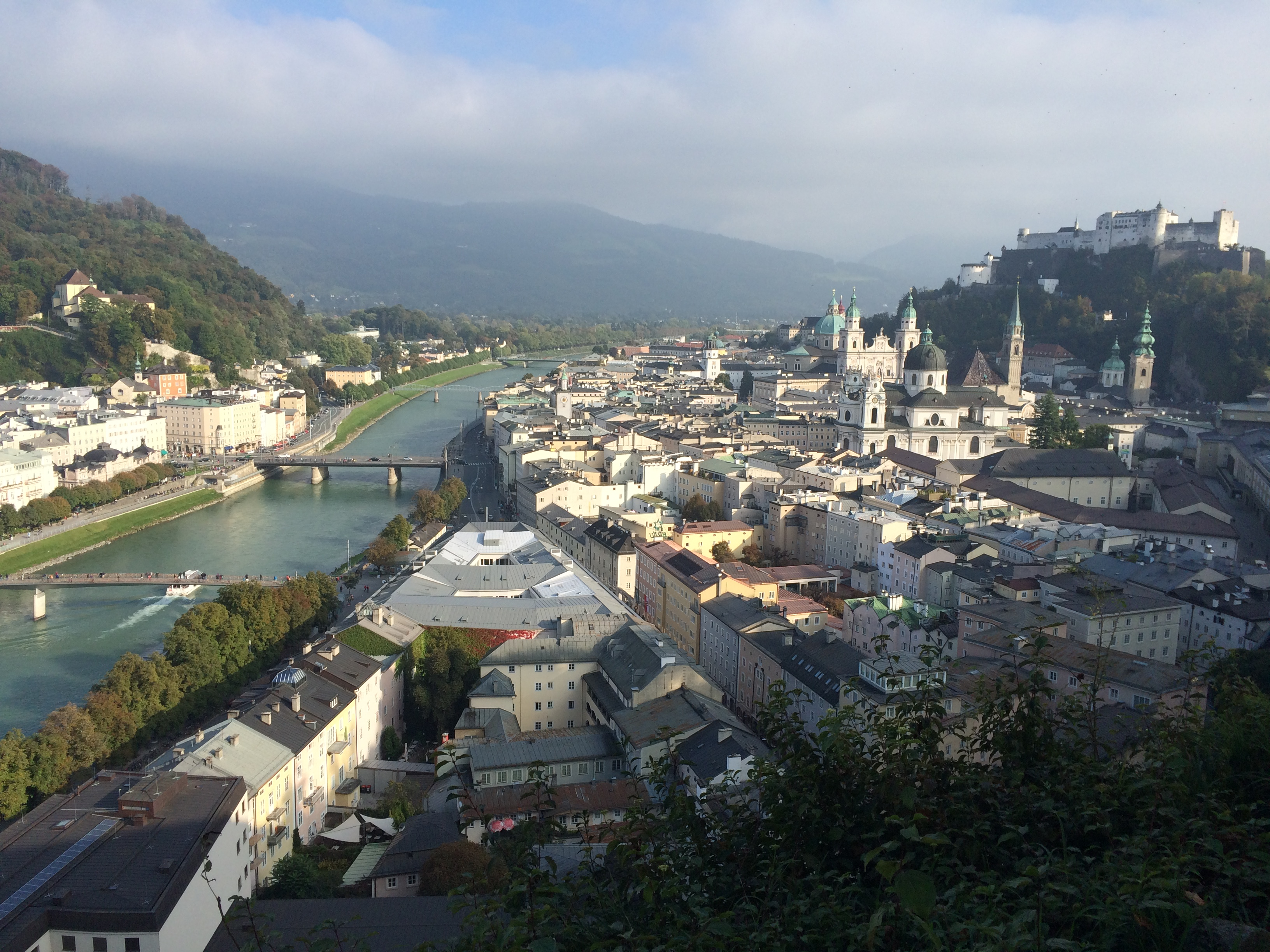
Salzburg

Austria słynie z zamków, pałaców i innych dzieł architektonicznych. Do najbardziej znanych austriackich zamków należą m.in. Twierdza Hohensalzburg, Zamek Hohenwerfen, Zamek Liechtenstein i Zamek Artstetten. Wiele zamków powstało za czasów panowania dynastii Habsburgów.
Historyczne centrum miasta Salzburg w 1996 r. zostało wpisane na Listę światowego dziedzictwa UNESCO.
Trzy lata później w ślady Salzburga poszło miasto Graz.
Wreszcie w 2001 roku na Listę światowego dziedzictwa zostało wpisane historyczne centrum Wiednia.

#### Katedry
Austria posiada bogatą tradycję religii rzymskokatolickiej. Jedną z najstarszych austriackich katedr jest Minoretenkirche w Wiedniu. Została ona zbudowana w roku 1224 w stylu gotyckim. Jedna z najwyższych katedr na świecie to 136-metrowa Stephansdom. Jest to siedziba Arcybiskupa Wiedeńskiego.

#### Pałace

Schönbrunn

Dwa najbardziej znane austriackie pałace to Belweder i Schönbrunn. Barokowy pałac Belweder został zbudowany w latach 1714–1723 przez księcia Eugeniusza Sabaudzkiego. Obecnie jest to siedziba Austriackiej Galerii Belvedere. Pałac Schönbrunn został zbudowany w 1696 r. przez Johanna Bernarda Fischera von Erlacha dla cesarza Leopolda I. Cesarzowa Maria Teresa nakazała odnowić pałac w stylu rokoko. W 1996 r. został wpisany na Listę światowego dziedzictwa UNESCO.

#### Cmentarze
W Austrii znajduje się również wiele pięknych nekropolii. W samym Wiedniu jest ich pięćdziesiąt, a najsławniejszym z nich jest Cmentarz Centralny. W Krypcie Kapucyńskiej spoczywają przedstawiciele dynastii Habsburgów.

#### Opactwo Benedyktynów w Melku

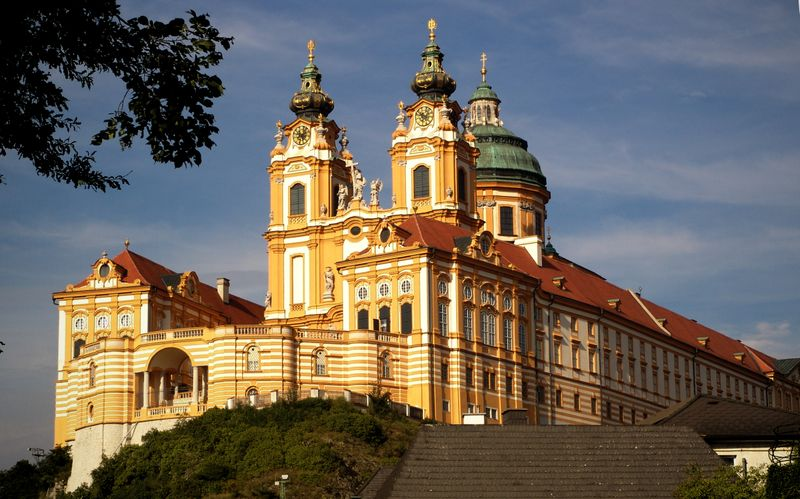
Opactwo w Melku

W miejscowości Melk, leżącej w kraju związkowym Dolna Austria, znajduje się opactwo zakonu benedyktynów. Opactwo zostało założone na wzgórzu nad miastem w 1089 r. Poniżej wzgórza przepływa Dunaj.

#### Linia kolejowa Semmering
Linia kolejowa Semmering jest znanym projektem architektonicznym, który został zrealizowany w latach 1848–1854. Jest to pierwsza kolej górska normalnotorowa powstała w Europie. Funkcjonuje nadal jako część austriackiej Linii Południowej. W 1998 r. została wpisana na Listę światowego dziedzictwa UNESCO.

### Sztuka wizualna

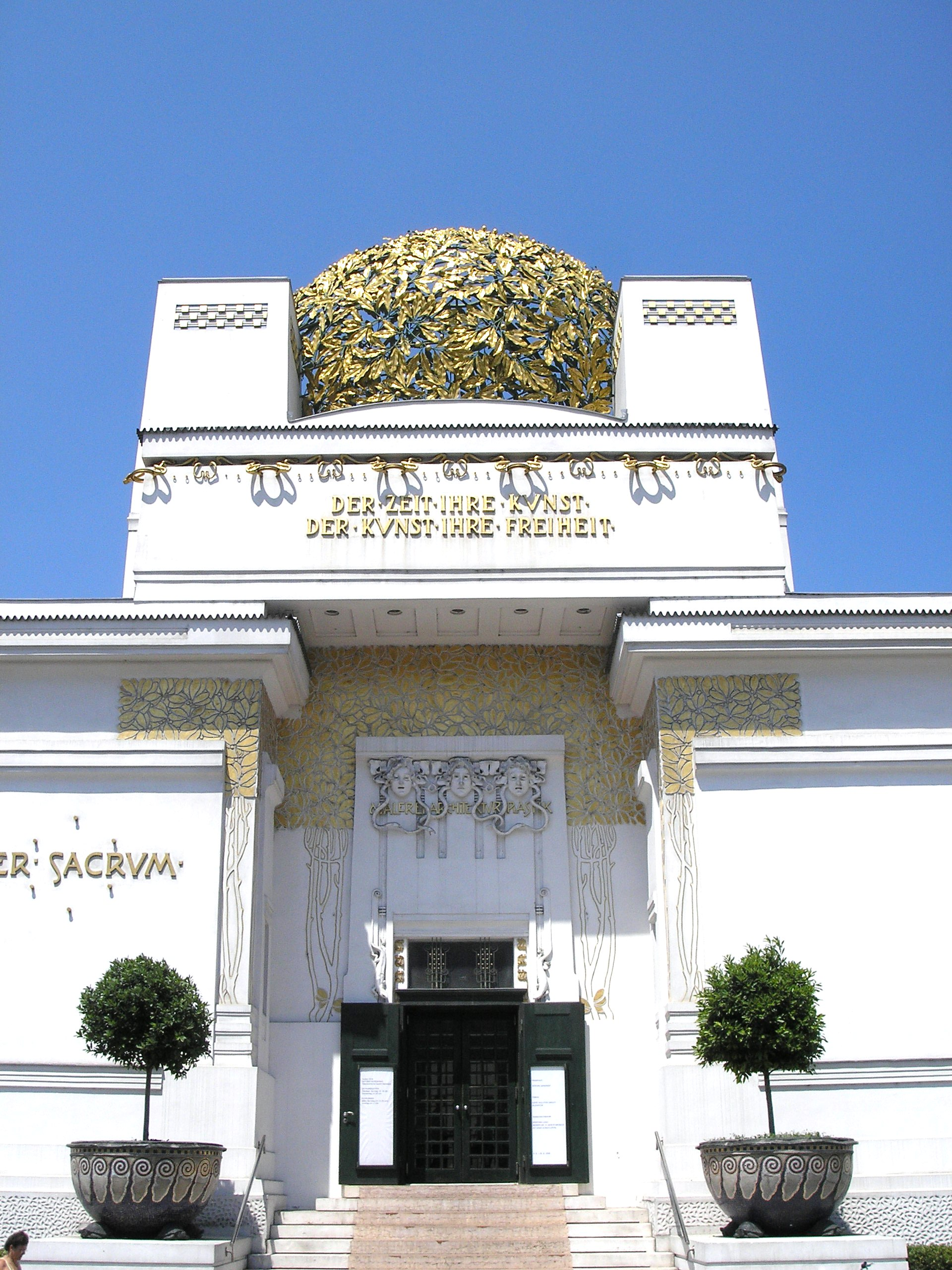
Budynek Secesji Wiedeńskiej

#### Secesja Wiedeńska
Secesja Wiedeńska to stowarzyszenie artystów-plastyków. Powstała na przełomie XIX i WW w.
Postaci związane z Secesją Wiedeńską to Otto Wagner, Gustav Klimt, Egon Schiele i Koloman Moser.

#### Komiksy
Tobias Seicherl, stworzony przez wiedeńskiego karykaturzystę Ladislausa Kmocha, jest uznawany za pierwszą historyjkę obrazkową w Europie. Komiks ukazywał się w austriackiej gazecie „Das Kleine Blatt”, wydawanej w latach 1930–1940.

### Film
W czasach kina niemego Austria była wiodący producentem filmów. Wielu austriackich reżyserów, aktorów i kinematografów pracowało także w Berlinie. Najsławniejszym z nich był reżyser filmu Metropolis Fritz Lang. Po aneksji Austrii przez Niemcy w 1938 r. wielu reżyserów wyemigrowało do Stanów Zjednoczonych, wśród nich znaleźli się Erich von Stroheim, Otto Preminger, Billy Wilder, Hedy Lamarr, Mia May, Richard Oswald i Josef von Sternberg. Od lat 50. do lat 70. popularne komedie tworzył Franz Antel. Potem zaczęło pojawiać się młodsze pokolenie reżyserów: Axel Corti, Michael Haneke, Ulrich Seidl, Michael Glawogger, Barbara Albert i Götz Spielmann.
Od 1960 r. w Wiedniu odbywa się festiwal filmowy Viennale.

## Kultura codzienna

### Austriacka odmiana języka niemieckiego
W austriackich szkołach uczniowie uczą się czytać i pisać w standardowej odmianie języka niemieckiego – Standarddeutsch lub Hochdeutsch, który jednocześnie jest językiem urzędowym i biznesowym w kraju. Austriacka odmiana używana jest w języku mówionym. Jest uznawana za jeden z regionalnych dialektów górnoniemieckich.
Dialekty często są niezrozumiałe dla rodzimych użytkowników niemieckiego jak Niemcy i Szwajcarzy. Nie występują jednak bariery komunikacyjne pomiędzy użytkownikami dialektów austriacko-bawarskich, a mieszkańcami Bawarii. Dialekty środkowej austriackiej Bawarii są bardziej zrozumiałe dla użytkowników standardowego niemieckiego niż dla mieszkańców Tyrolu. Dialekt wiedeński dla Niemców jest typowym dialektem austriackim. Mieszkańcy Graz, stolicy Styrii, posługują się dialektem bardziej zrozumiałym dla mieszkańców innych rejonów niż dla mieszkańców tego kraju związkowego. Dialekty Zachodniej Austrii (północny Tyrol, Vorarlberg) pod względem językowym mają wiele wspólnego ze szwajcarską odmianą niemieckiego.

### Oficjalne mniejszości językowe

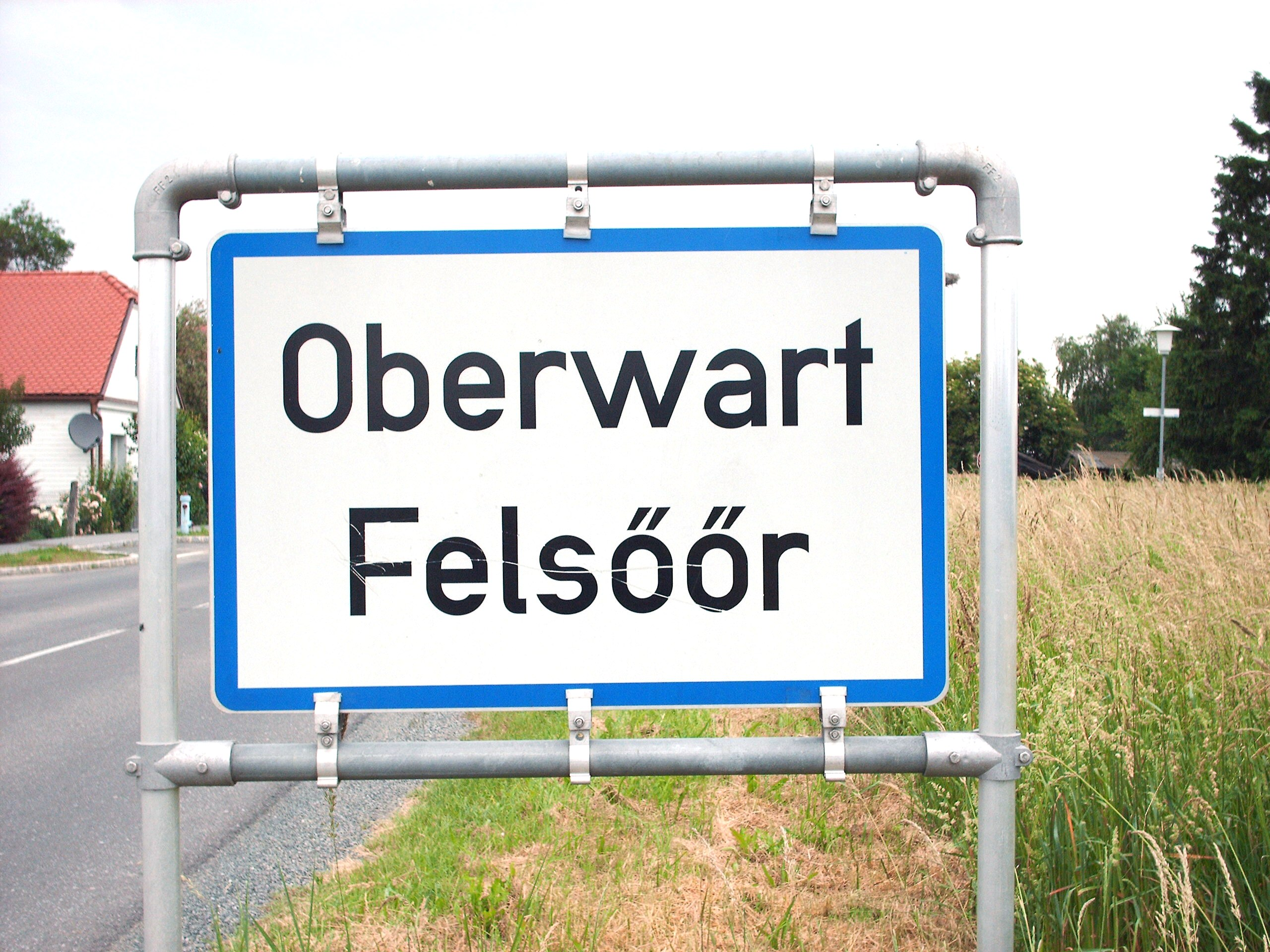
Niemiecko-węgierski znak w Oberwat, Burgenland

Ze względu na swoje wielonarodowe dziedzictwo (Cesarstwo Austrii, Austro-Węgry) obecnie Austria nie jest jednolita pod względem językowym. W jej granicach występują obszary różnych mniejszości językowych. Najbardziej rozpowszechniony jest węgierski, głównie w Burgenland, gdzie jest językiem oficjalnym, i w Wiedniu. Językiem tym posługuje się około 40 tys. osób, co stanowi 0,5% populacji. Słoweński (24 tys. osób) jest językiem oficjalnym w Styrii i Karyntii. Kolejnym językiem jest burgenlandzko-chorwacki używany w Burgenland (19 tys.). Chronione prawami mniejszości są również czeski (18 tys.), słowacki (10 tys.) i romski (6 tys.).
W austriackim niemieckim, szczególnie w dialekcie wiedeńskim, znajdziemy wiele słów zapożyczonych z węgierskiego, czeskiego, jidysz i innych południowo-słowiańskich języków.

## Jedzenie

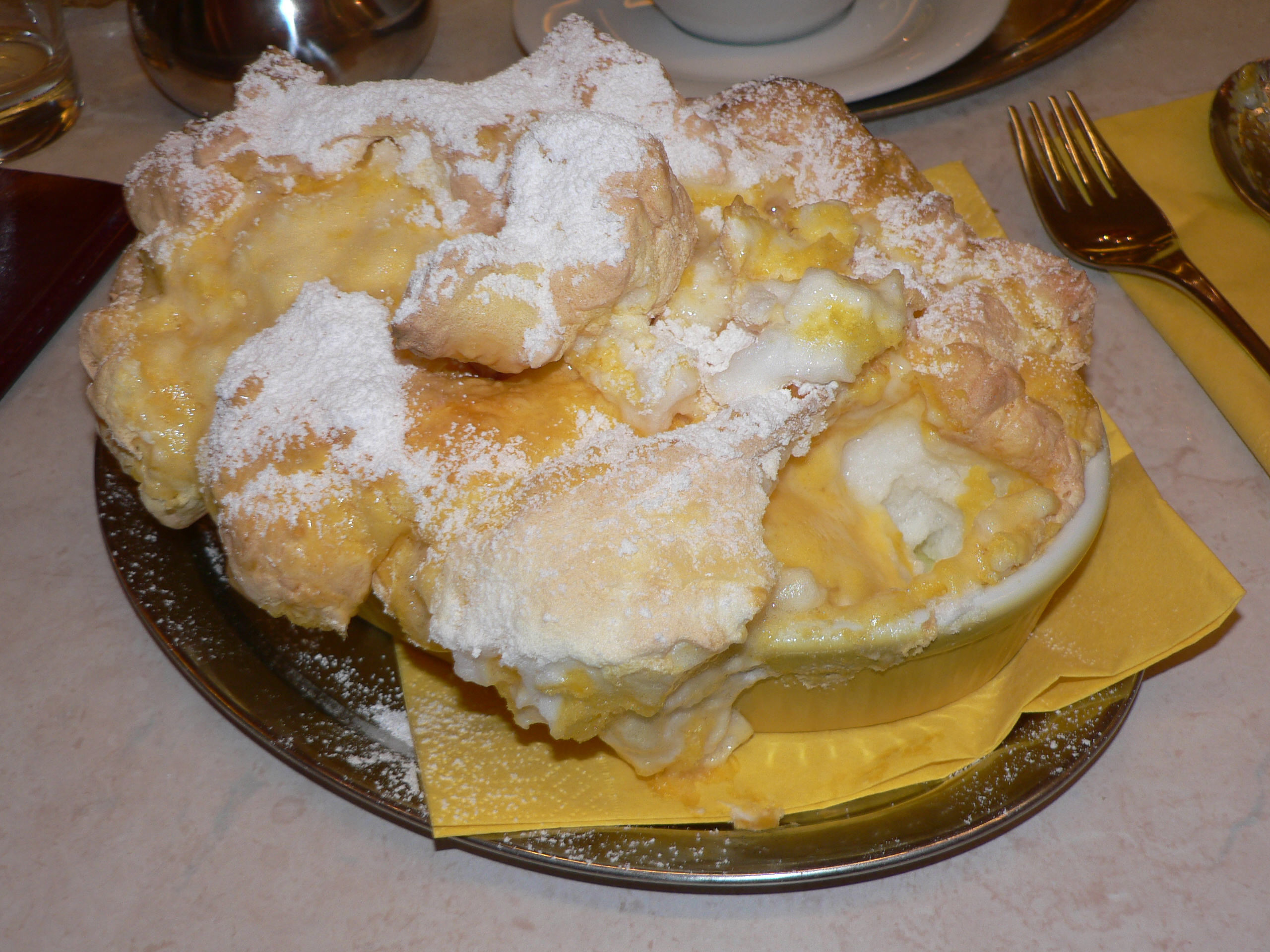
Salzburskie Nockerln

Austriacka kuchnia, często błędnie łączona z kuchnią wiedeńską, wywodzi się z czasów Austro-Węgier. Na narodowe tradycje miały wpływ kuchnie: węgierska, czeska, żydowska i włoska. Często zapożyczano z nich potrawy i metody ich przygotowania. Dobrym przykładem jest gulasz. Kuchnia austriacka znana jest głównie z ciast i słodyczy. W ostatnim czasie wykształciły się także kuchnie regionalne, które polegają na lokalnej produkcji i opierają się na prostych i nowoczesnych metodach.
Każdy z krajów związkowych ma własne specjały.

### Kuchnia wiedeńska

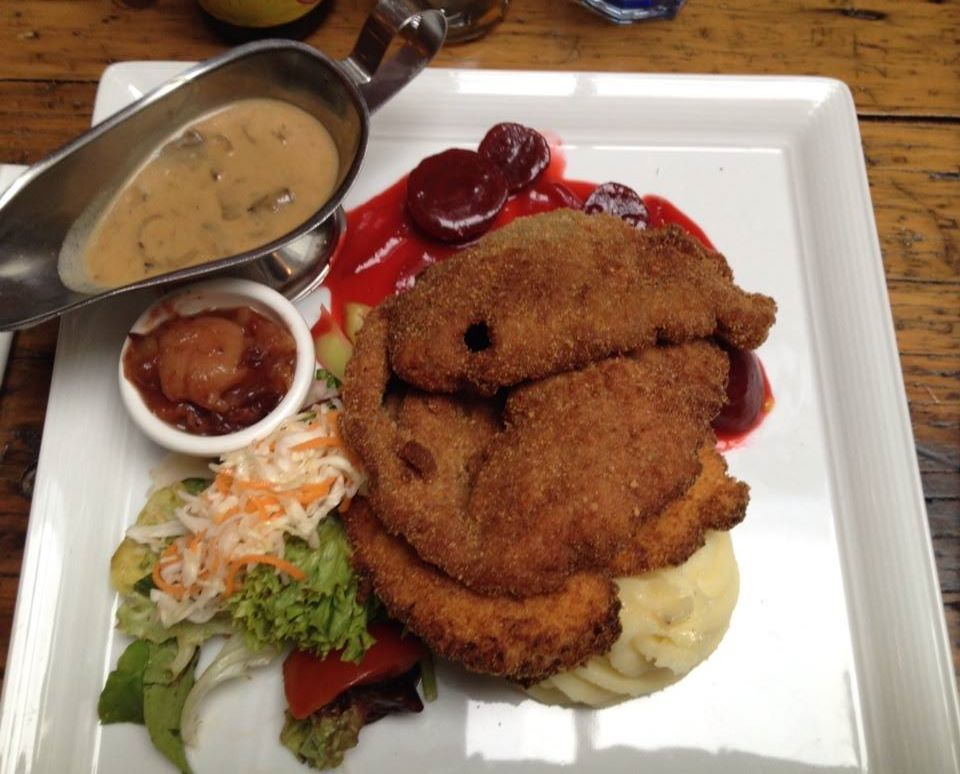
Wiener Schnitzel – sznycel po wiedeńsku

Jako centrum kulturowe całego kraju Wiedeń wykształcił sobie własną kuchnię regionalną.
Kuchnia wiedeńska opiera się głównie na mięsach: Wiener Schnitzel, Tafelspitz (gotowana wołowina), Beuschel (potrawka z płucek i serc cielęcych) czy Selchfleisch (wędzone mięso) z kiszoną kapustą i pierogami.
Do słodkich specjałów należą Apfelstrudel (strudel z jabłkami), Millirahmstrudel (strudel z mlecznym kremem), Kaiserschmarrn (kawałki naleśników serwowane z kompotem owocowym) Sachertorte.

### Wiedeńskie kawiarnie

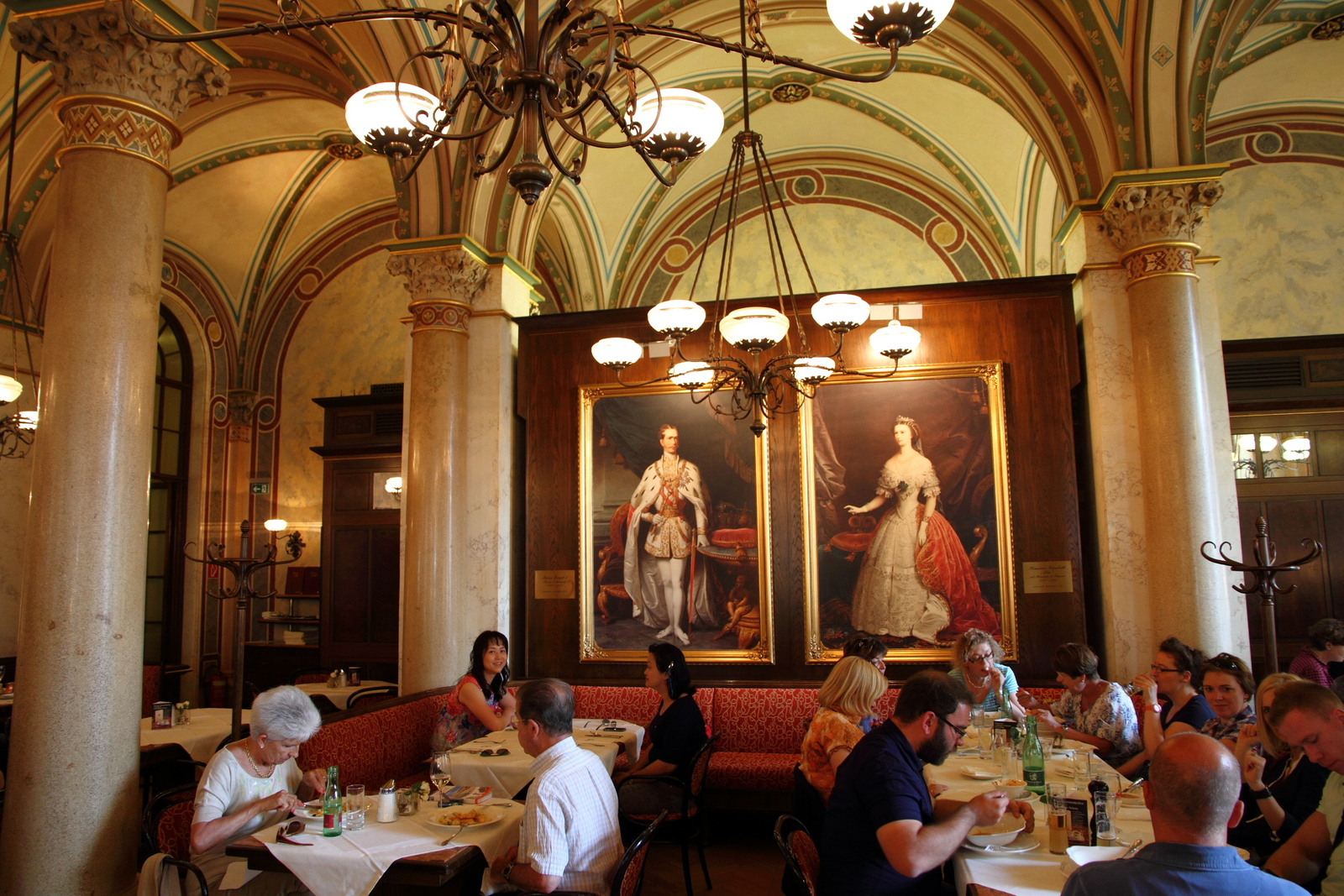
Café Central w Wiedniu

Tradycja kawiarni na Zachodzie ma swoje początki w Austrii. Swoją popularność zyskały głównie u schyłku XIX w., a wszystko za sprawą pisarzy Petera Altenberga, Karla Krausa, Hermanna Brocha i Friedricha Torberga, którzy traktowali kawiarnie jako miejsce pracy i spotkań towarzyskich. Istnieje legenda, że Peter Altenberg jako swój adres podał Café Central, ponieważ spędzał tam tak dużo czasu.

### Austriackie wina
Austria ma dużą tradycję winiarską. Produkuje się tutaj wina zarówno białe, jak i czerwone. Dowody na produkcje wina pochodzą z okolic Zagersdorf w Burgenland i sięgają 700 lat przed Chrystusem.
Winiarnie obejmuje ponad 50 tysięcy hektarów, większość z nich położona jest na wschodzie i południu kraju. Bazując na dekrecie Marii Teresy (Buschenschankverordnung) z roku 1784, każdy winiarz może sprzedawać wino własnej produkcji u siebie w domu i nie potrzebuje żadnej licencji.

### Austriackie piwa
Najbardziej znaną austriacką marką piwa jest powstały w 1492 r. Stiegl.

## Sport

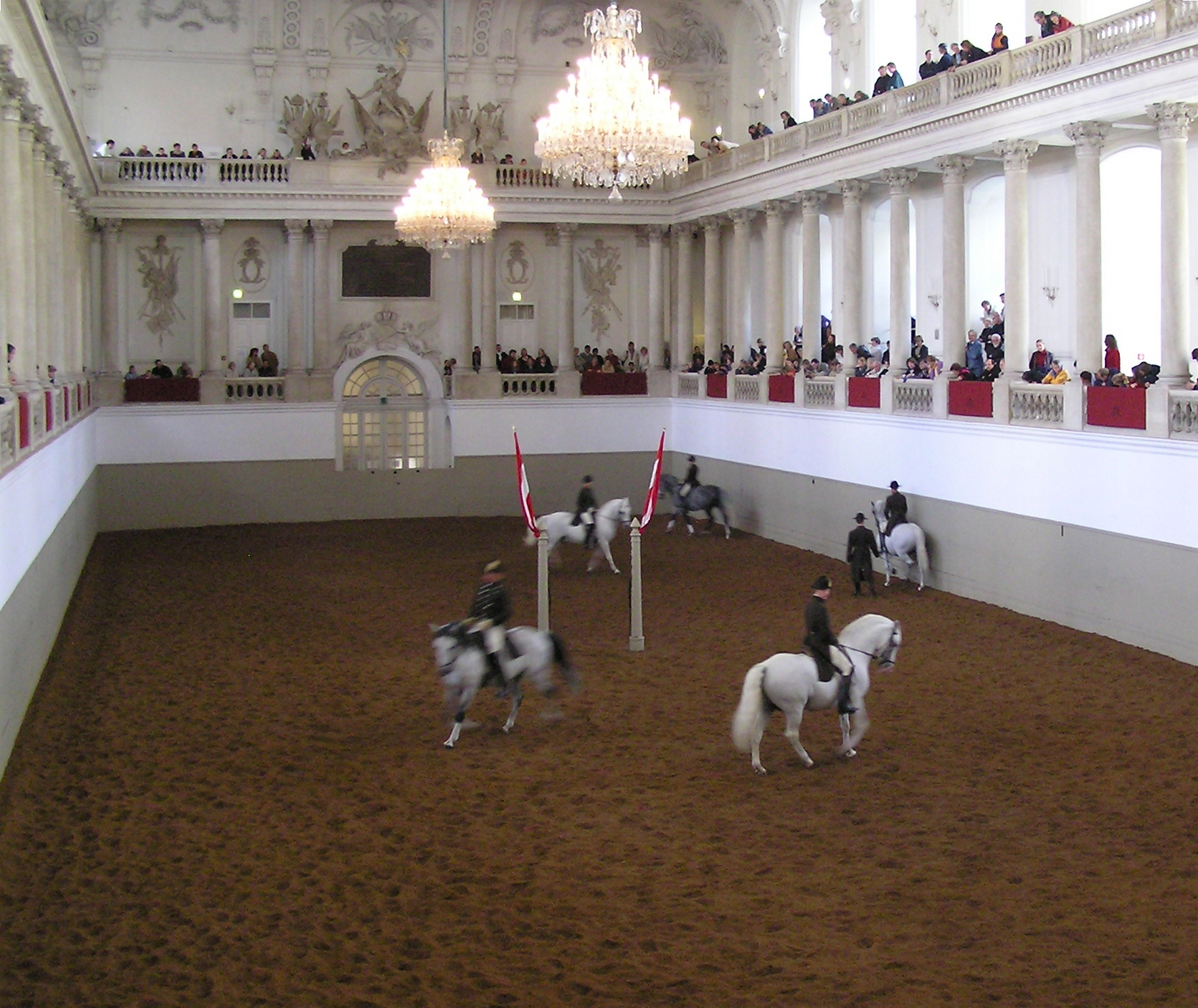
Austria znana jest z koni lipicańskich w Hiszpańskiej Szkole Jazdy Konnej

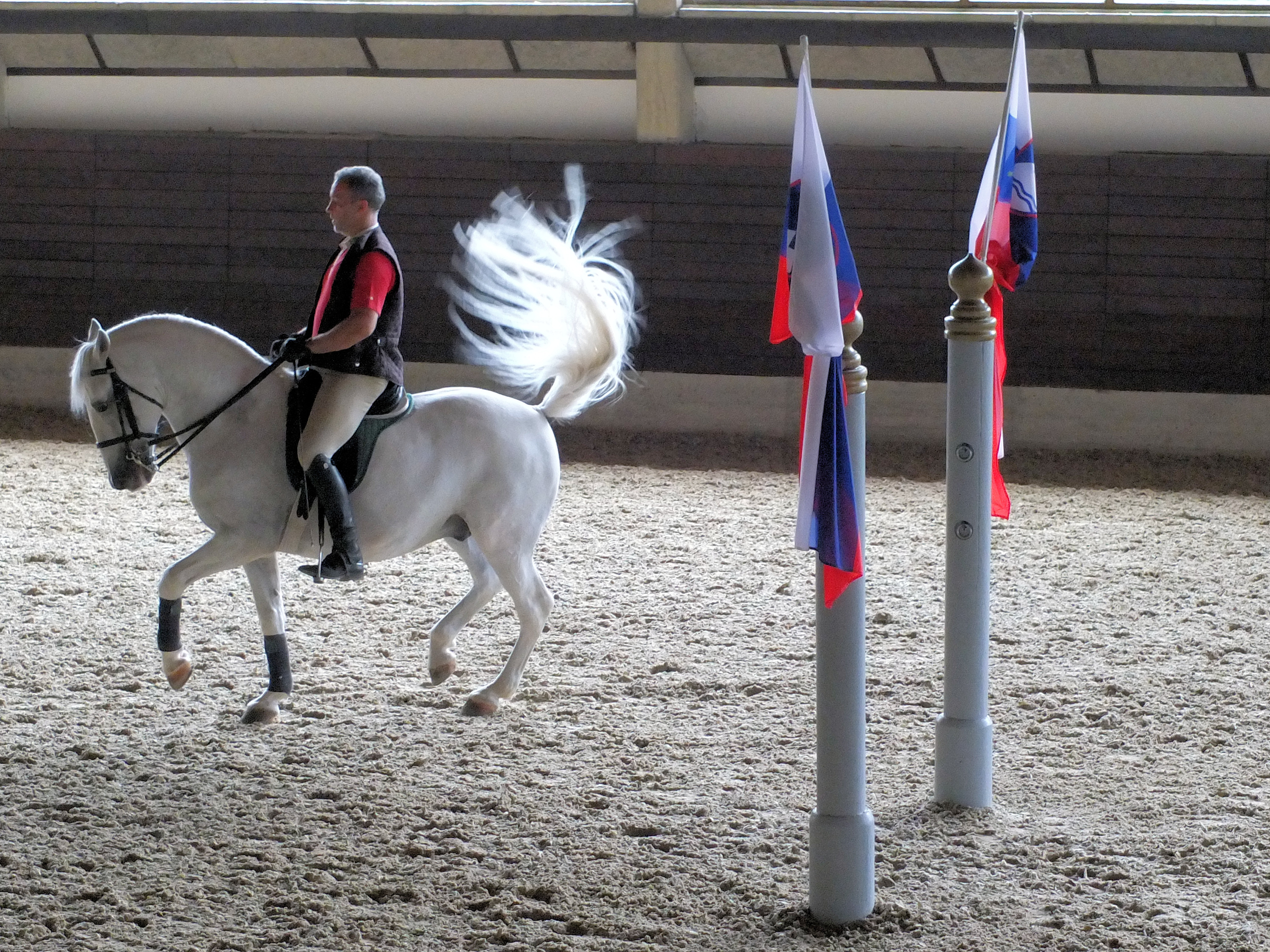
Koń lipicański

Do najbardziej popularnych sportów należą piłka nożna, narciarstwo i hokej na lodzie. Ze względu na dostęp do Alp, Austria jest popularnym miejscem dla narciarzy. Austria jest jednym z liderów Pucharu Świata w Narciarstwie Alpejskim, regularnie wygrywając w Pucharze Narodów. Reprezentacje narodowe są silnymi przeciwnikami w dyscyplinach zimowych, takich jak skoki narciarskie. Narodowa drużyna Austrii w hokeju na lodzie zajęła 15 miejsce w Mistrzostwach Świata w Hokeju na Lodzie w 2015 r.
Austria (a szczególnie Wiedeń) ma długa tradycję w piłce nożnej, jednak od czasów II wojny światowej popularność dyscypliny maleje. Mistrzostwa Austrii (pierwotnie ograniczone do Wiednia, ze względu na brak profesjonalnych drużyn w innych miastach) odbywają się od 1912 r. Rok później miał miejsce pierwszy Puchar Austrii. Drużyna narodowa zakwalifikowała się do Mistrzostw Europy siedmiokrotnie (do roku 2008, kiedy wraz ze Szwajcarią była zakwalifikowana jako gospodarz). Głównym organem zarządzającym jest Österreichischer Fußball-Bund.
Pierwszym oficjalnym mistrzem świata w szachach został Wilhelm Steinitz z Cesarstwa Austriackiego.
Wiedeń znany jest z Hiszpańskiej Szkoły Jazdy Konnej.

## Edukacja

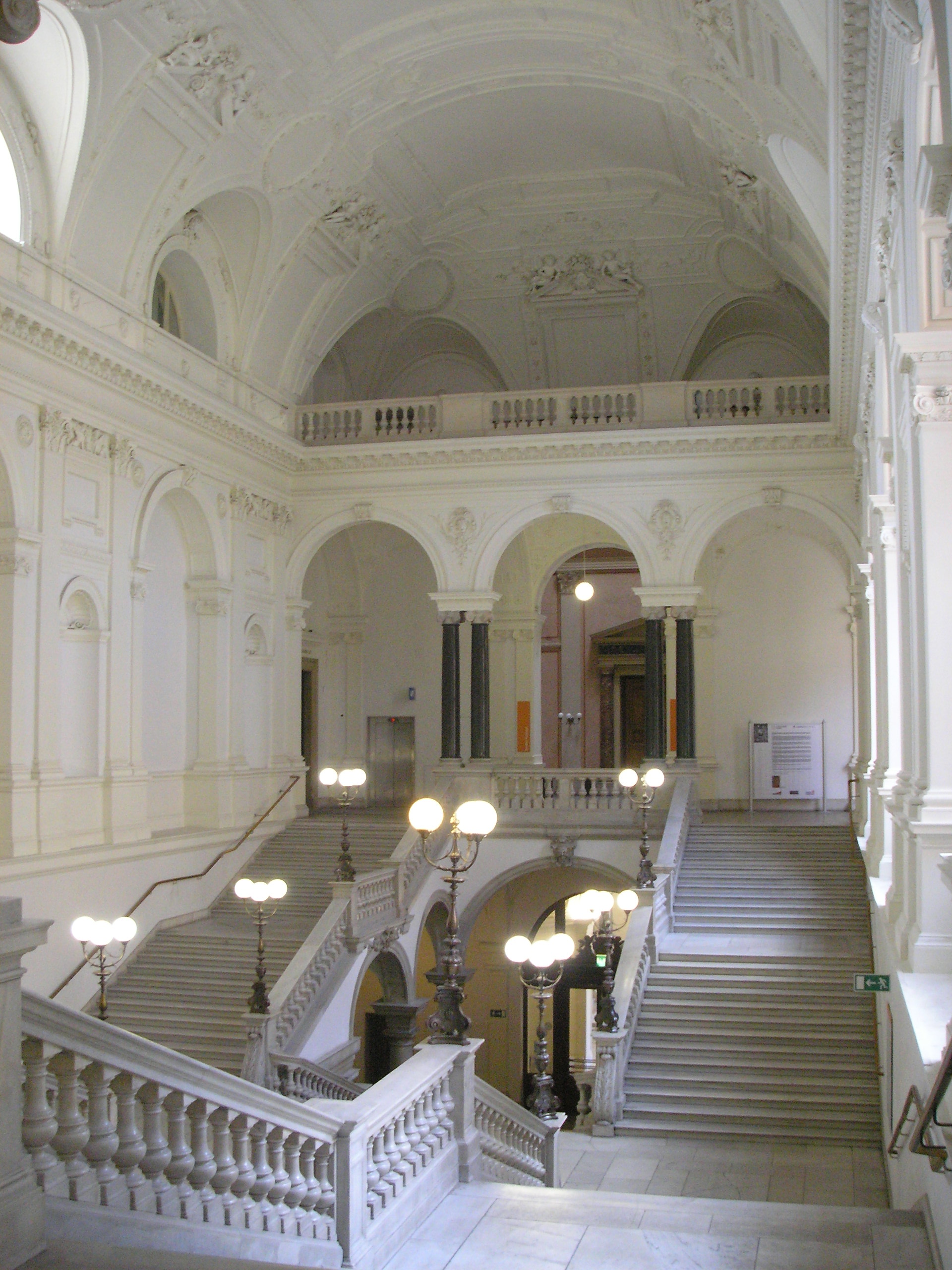
Uniwersytet Wiedeński

W 1774 r. cesarzowa Maria Teresa stworzyła austriacki system szkolnictwa. 8-letnią obowiązkową edukację wprowadzono w 1869 r. Obecnie do szkoły uczęszcza się przez 9 lat.
Dzieci w wieku 6–10 lat uczęszczają do czteroletniej szkoły podstawowej Volksschule. Następnie idą do szkoły średniej Hauptschule lub do gimnazjum (pierwsze 4 lata). Na obszarach wiejskich często nie ma gimnazjów, więc uczniowie chodzą do Hauptschule.
W wieku 14 lat uczniowie podejmują pierwszą istotną decyzję w swoim życiu, niezależnie od typu szkoły, do jakiej uczęszczali. Mogą spędzić rok na politechnice, która uprawnia ich do uczęszczania do szkoły zawodowej, która jest częścią praktyk zawodowych. Inną możliwością jest wyższa uczelnia techniczna. Absolwenci otrzymują tytuł inżyniera. Kolejnymi opcjami są szkoła handlowa oraz kontynuacja gimnazjum, które kończy się maturą. Matura uprawnia do dalszej nauki na uniwersytecie.
Alternatywą dla uniwersytetu jest wyższa szkoła zawodowa (Fachhochschule), zorientowana bardziej praktycznie i również dająca stopień naukowy.
Wszystkie szkoły publiczne są bezpłatne. Największy uniwersytet to Uniwersytet w Wiedniu.

## Religia

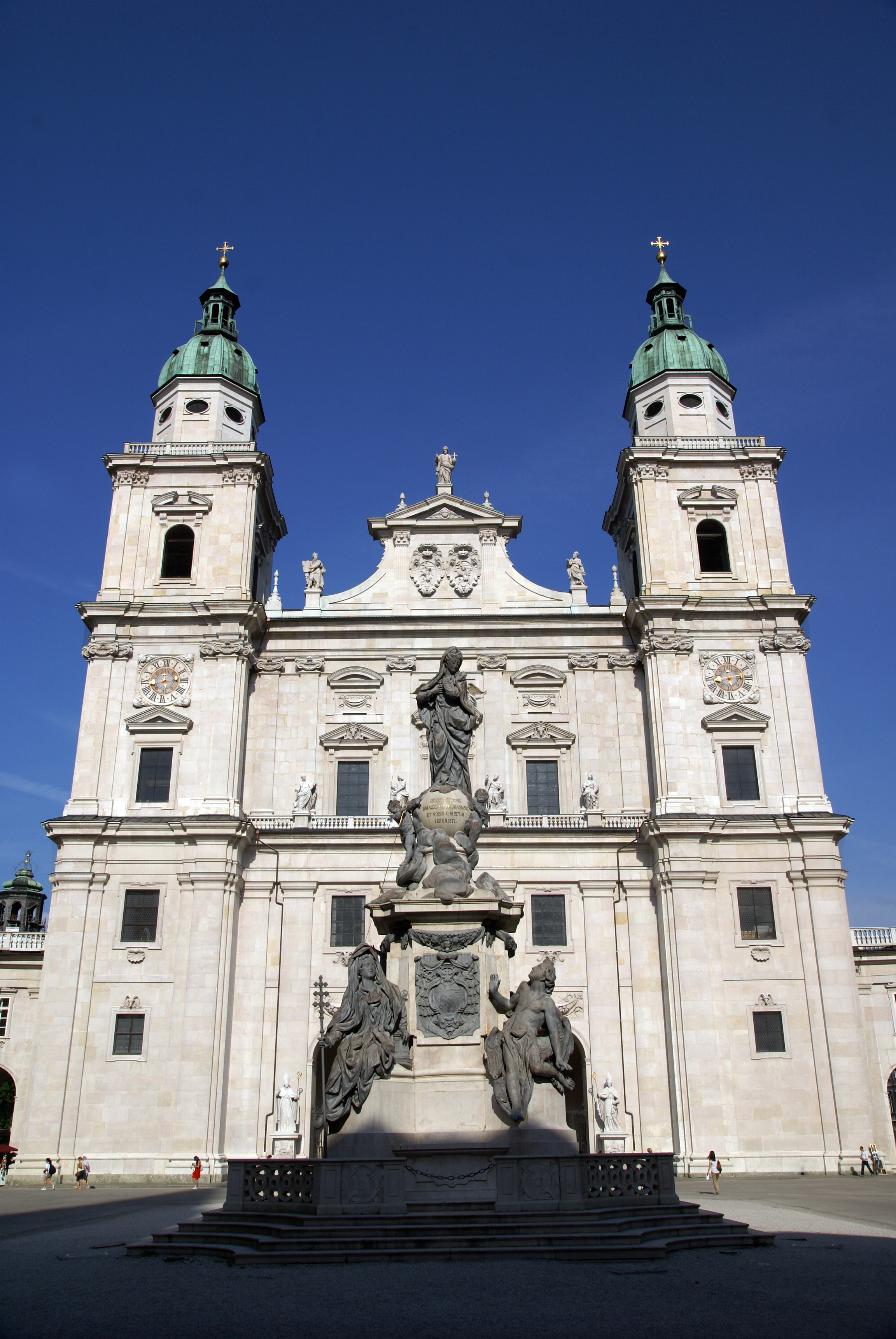
Katedra w Salzburgu

Około 73% rdzennej mieszkańców jest wyznawcami religii rzymskokatolickiej. 4,7% stanowią protestanci. Około 500 tys. Austriaków należy do różnych odłamów islamu. Ponad 400 tys. reprezentuje Kościół prawosławny. 10 tys. osób stanowią wyznawcy buddyzmu, a ok. 7,3 tys. żydzi. Przed okresem Holokaustu w Austrii mieszkało około 200 tys. żydów.
12% Austriaków nie zadeklarowało żadnego wyznania.

## Święta państwowe
Ze względu na dominującą rolę religii rzymskokatolickiej większość świąt państwowych to święta katolickie. Tym samym, w przeciwieństwie do Szwajcarii i Niemiec, Wielki Piątek jest w Austrii świętem państwowym nie tylko dla katolików, ale dla wyznawców wszystkich religii uznających to święto.
Oprócz świąt narodowych, występują też święta zależne od krajów związkowych.
Niedziela Wielkanocna i Zesłanie Ducha Świętego nie znalazły się w poniższej tabeli, ponieważ z definicji wypadają w niedzielę i są regulowane przez inne prawa.
| Święto                                 | Nazwa miejscowa                 | Data                                        | Burgenland | Karyntia | Dolna Austria | Górna Austria | Salzburg | Styria | Tyrol | Vorarlberg | Wiedeń |
| -------------------------------------- | ------------------------------- | ------------------------------------------- | ---------- | -------- | ------------- | ------------- | -------- | ------ | ----- | ---------- | ------ |
| Nowy Rok                               | Neujahr                         | 1 stycznia                                  | •          | •        | •             | •             | •        | •      | •     | •          | •      |
| Święto Trzech Króli                    | Heilige Drei Könige             | 6 stycznia                                  | •          | •        | •             | •             | •        | •      | •     | •          | •      |
| Świętego Józefa z Nazaretu             | Josef 5)                        | 19 marca                                    |            | •        |               |               |          | •      | •     | •          |        |
| Wielki Piątek                          | Karfreitag 1)                   | Święto ruchome (piątek przed Wielkanocą)    | •          | •        | •             | •             | •        | •      | •     | •          | •      |
| Poniedziałek Wielkanocny               | Ostermontag                     | Święto ruchome (poniedziałek po Wielkanocy) | •          | •        | •             | •             | •        | •      | •     | •          | •      |
| Święto Pracy                           | Staatsfeiertag (Tag der Arbeit) | 1 maja                                      | •          | •        | •             | •             | •        | •      | •     | •          | •      |
| Św. Floriana                           | Florian 4) 5)                   | 4 maja                                      |            |          |               | •             |          |        |       |            |        |
| Wniebowstąpienie                       | Christi Himmelsfahrt            | Święto ruchome (39 dni po Wielkanocy)       | •          | •        | •             | •             | •        | •      | •     | •          | •      |
| Zesłanie Ducha Świętego (drugi dzień)  | Pfingstmontag                   | Święto ruchome (50 dni po Wielkanocy)       | •          | •        | •             | •             | •        | •      | •     | •          | •      |
| Boże Ciało                             | Fronleichnam                    | Święto ruchome (60 dni po Wielkanocy)       | •          | •        | •             | •             | •        | •      | •     | •          | •      |
| Wniebowzięcie Najświętszej Maryi Panny | Mariä Himmelfahrt               | 15 sierpnia                                 | •          | •        | •             | •             | •        | •      | •     | •          | •      |
| Św. Ruperta z Salzburga                | Rupert 5)                       | 24 września                                 |            |          |               |               | •        |        |       |            |        |
| Dzień Referendum Ludowego w Karyntii   | Tag der Volksabstimmung 5)      | 10 października                             |            | •        |               |               |          |        |       |            |        |
| Święto państwowe                       | Nationalfeiertag                | 26 października                             | •          | •        | •             | •             | •        | •      | •     | •          | •      |
| Wszystkich Świętych                    | Allerheiligen                   | 1 listopada                                 | •          | •        | •             | •             | •        | •      | •     | •          | •      |
| Św. Marcina z Tours                    | Martin 5)                       | 11 listopada                                | •          |          |               |               |          |        |       |            |        |
| Św. Leopolda III                       | Leopold 3) 5)                   | 15 listopada                                |            |          | •             |               |          |        |       |            | •      |
| Zwiastowanie NMP                       | Mariä Empfängnis 2)             | 8 grudnia                                   | •          | •        | •             | •             | •        | •      | •     | •          | •      |
| Wigilia Bożego Narodzenia              | Heiliger Abend (CC)             | 24 grudnia                                  | •          | •        | •             | •             | •        | •      | •     | •          | •      |
| Boże Narodzenie                        | Christtag                       | 25 grudnia                                  | •          | •        | •             | •             | •        | •      | •     | •          | •      |
| Boże Narodzenie (drugi dzień)          | Stefanitag                      | 26 grudnia                                  | •          | •        | •             | •             | •        | •      | •     | •          | •      |
| Sylwester                              | Silvester (CC)                  | 31 grudnia                                  | •          | •        | •             | •             | •        | •      | •     | •          | •      |
| Liczba dni                             |                                 |                                             | 17         | 18       | 17            | 17            | 17       | 17     | 17    | 17         | 17     |

(CC) dzień wolny od pracy lub częściowo wolny na podstawie Kollektivvertrag (układ zbiorowy)
1) święto zgodnie z państwowym prawem pracy, dotyczy tylko wyznawców kalwinizmu, luteranizmu, starokatolicyzmu i metodyzmu.
2) Jeżeli 8 grudnia jest dniem roboczym, pracownicy sklepów mogą pracować.
3) Do 2003 r. święto obowiązywało także w Górnej Austrii.
4) Święto ustanowione w 2004 r.
5) Wolne na podstawie prawa pracy, dotyczy szkół i urzędów.
6) Całkowita liczna dni wolnych od pracy wynosi 13 lub 12 (jeśli obowiązuje punkt 2).